# Zoe Colletti
Zoe Margaret Colletti (Estados Unidos, 27 de novembro de 2001) é uma atriz norte-americana, mais conhecida por interpretar Dakota em Fear the Walking Dead da AMC, Tessie em Annie e Stella Nicholls em Scary Stories to Tell in the Dark. Em 2022, ganhou reconhecimento ao participar da minissérie Boo, Bitch.

## Vida e carreira
Zoe Margaret Colletti nasceu em 27 de novembro de 2001, nos Estados Unidos. Seu primeiro papel creditado foi no episódio piloto de American Men, em 2006. Em 2014, Colletti interpretou Tessie em Annie, seu primeiro grande papel no cinema. O filme recebeu críticas negativas dos críticos, embora o elenco tenha sido elogiado. Em 2018, Colletti estrelou Wildlife e Skin, ambos com críticas positivas. Ela desempenhou o papel principal de Stella Nicholls no filme de terror Scary Stories to Tell in the Dark (2019), baseado nos livros infantis de mesmo nome. De acordo com o TV Guide, Colletti enviou uma fita de audição e foi contatada dentro de uma hora. O filme foi elogiado, assim como o desempenho de Coletti. A Variety a chamou de "avidamente cativante", e a Empire disse que ela "felizmente empresta algum peso emotivo" aos problemas e sofrimento de sua personagem. Colletti deve reprisar seu papel na sequência do filme.
Em dezembro de 2019, Colletti supostamente se juntou ao elenco da sexta temporada de Fear the Walking Dead da AMC como uma personagem regular da série (mais tarde revelado como Dakota). Colletti explicou que o papel era "muito louco", tendo sido fã de The Walking Dead desde os 12 anos. Ela se ofereceu para ser uma figurante na série original; ela fez o teste sem sucesso para The Walking Dead: World Beyond, embora ela tenha sido uma das últimas atrizes concorrendo ao papel. Apesar da falta de sucesso em World Beyond, a audição deu a ela conexões com outras séries da franquia, e diretores de elenco ofereceram a ela o papel em Fear the Walking Dead. Den of Geek elogiou sua atuação em "USS Pennsylvania", que foi ao ar em 6 de junho de 2021, dizendo "Colletti é ótima[.]... [Ela] traz muito para a mesa esta semana... [e tem a] capacidade de trazer profundidade real para Dakota". Dakota foi morta no final da sexta temporada, que foi ao ar uma semana depois. Em agosto daquele ano, ela foi escalada como Gia, a melhor amiga de Erika (Lana Condor), na série de comédia da Netflix Boo, Bitch. Em novembro, ela estrelou como Truth Pixie (mais tarde revelou ser uma versão mais jovem da Tia Ruth (Maggie Smith)) em A Boy Called Christmas. A personagem foi inteiramente—com exceção de seu rosto, que era de Colletti—criada usando imagens geradas por computador. O filme foi um sucesso de crítica, e o desempenho de Colletti recebeu admiração. O RogerEbert.com elogiou sua química com a coestrela Henry Lawfull como "um brilho encantador".

## Filmografia

### Cinema
| Ano  | Título                            | Papel           | Notas                                |
| ---- | --------------------------------- | --------------- | ------------------------------------ |
| 2014 | Annie                             | Tessie Marcus   | Creditada como Zoe Margaret Colletti |
| 2018 | Wildlife                          | Ruth-Ann        | Creditada como Zoe Margaret Colletti |
| 2018 | Skin                              | Desiree         | [ 10 ]                               |
| 2019 | Scary Stories to Tell in the Dark | Stella Nicholls | [ 8 ]                                |
| 2021 | A Boy Called Christmas            | Truth Pixie     | Filme de streaming                   |
| 2022 | Evolution                         | TBA             | Pós-produção                         |

### Televisão
| Ano       | Título                            | Papel                  | Notas                                                         |
| --------- | --------------------------------- | ---------------------- | ------------------------------------------------------------- |
| 2006      | American Men                      | Emma Wilson            | Episódio piloto; Creditada como Zoe Margaret Colletti         |
| 2010      | Past Life                         | Elana Moody            | Episódio: "Running on Empty"                                  |
| 2010      | Rubicon                           | Sophie Young           | Recorrente; 4 episódios; creditada como Zoe Margaret Colletti |
| 2019      | Law & Order: Special Victims Unit | Britney Moore          | Episódio: "A Story of More Woe"                               |
| 2019      | City on a Hill                    | Benedetta "Benny" Rohr | Recorrente (1ª temporada); 7 episódios                        |
| 2020–2021 | Fear the Walking Dead             | Dakota                 | Elenco principal (6ª temporada); 10 episódios                 |
| 2022      | Boo, Bitch                        | Gia                    | Elenco principal                                              |
| 2022      | Only Murders in the Building      | Lucy                   | Recorrente                                                    |